# Анцола-дель-Эмилия
Анцола-дель-Эмилия (итал. Anzola dell'Emilia) —  коммуна в Италии, расположена в области Эмилия-Романья, подчинена административному центру Болонья.
Население коммуны, на 01.01.2024 года, составляет 12 363 человека, плотность населения — 336,97 чел./км². Коммуна занимает площадь 36,69 км². 
Почтовый индекс — 40011. Телефонный код — 051.
Покровителями коммуны почитаются святые апостолы Пётр и Павел, день их памяти ежегодно отмечается 29 июня.

## Демография
Динамика населения:

## Города-побратимы
- Полистена, Италия

## Администрация коммуны
- Официальный сайт: http://www.comune.anzoladellemilia.bo.it/